# Ники Минаж
Оника Танја Мараж Пети (енгл. Onika Tanya Maraj-Petty; Порт ов Спејн, 8. децембар 1982), професионално позната као Ники Минаж (енгл. Nicki Minaj), тринидадска је реперка и кантауторка. Позната је по својој уметничкој свестраности, анимираном току и лиризму у реповању, као и употреби алтер ега и акцената. Признање стиче по објављивању три микстејпа између 2007. и 2009. године. Прославила се својим деби албумом Pink Friday (2010), који се нашао на врху америчке листе  200 и добио је троструко платинасти сертификат АУДК. Пети сингл „Super Bass” достигао је треће место на америчкој листи  100 и постао соло песма једне реперке са највишим местом од 2002. године. Такође је постала друга соло песма реперке која је добила дијамантски сертификат.
Следећи албум Pink Friday: Roman Reloaded (2012) истражује денс поп и поп реп звук, а достигао је прво место у неколико земаља широм света. Њен трећи и четврти студијски албум The Pinkprint (2014) и Queen (2018) истраживали су више личних тема и означили њен повратак хип хопу. „Anaconda”, сингл с албума The Pinkprint, постао је први соло спот једне реперке који је достигао милијарду прегледа на YouTube-у. Године 2019. сарађује са Karol G на песми „”, која је постала сингл с најдужим периодом на првом месту у Аргентини. Године 2020. Минажева је објавила свој први и други сингл на првом месту у САД: ремикс песме „Say So” реперке Doja Cat и сарадњу са 6ix9ine-ом на песми „Trollz”. Са песмом „Trollz” је постала прва реперка од 1998. која је дебитовала на првом месту листе. Постала је прва извођачица која је имала стотину песама на листи Billboard Hot 100. Има деветнаест најбољих 10 синглова, највише за било коју реперку, а четири од њих су соло песме. Њено реиздање микстејпа Beam Me Up Scotty (2009) остварило је највиши деби за микстејп једне реперке у САД, достигавши друго место.
Неколико медија је често назива „краљицом репа” и „краљицом хип хопа”, једна је од најпродаванијих извођача свих времена са 100 милиона продатих плоча широм света. Њена признања чине осам Америчких музичких награда, пет MTV Video Music Awards, шест MTV Europe Music Awards, дванаест BET Awards, четири Billboard Music Awards, награда Брит и три Гинисова рекорда. Billboard ју је прогласио најбољом реперком 2010-их и седмом међу најбољим извођачицама. Године 2016. Time је уврстио Минажеву на своју годишњу листу 100 најутицајнијих људи на свету. Осим музике, филмска каријера Минажеве чине гласовне улоге у анимираним филмовима, Ледено доба 4: Померање континената (2012) и  филм 2 (2019), као и споредне улоге у хумористичким филмовима, Освета на женски начин (2014) и Берберница 3 (2016).

## Детињство, младост и образовање
Оника Танја Мараж рођена је 8. децембра 1982. у Порт ов Спејну. Њен отац је Роберт Мараж (1956—2021), финансијски директор и хонорарни певач госпел групе, дагласког порекла (афротринидадска мајка и индотринидадски отац). Њена мајка Карол Мараж такође је певачица госпела, афротринидадског порекла. Карол је радила у платним и рачуноводственим одељењима током младости Минажеве. Отац Минажеве је био зависник од алкохола и крек-кокаина и био је насилан, запаливши њихову кућу у децембру 1987. године. Минажева има старијег брата по имену Џелани, млађег брата по имену Микаја и млађу сестру по имену Минг.
Као дете, Минажева и њен старији брат Џелани, одрасли су са бабом у Сент Џејмсу у домаћинству са 11 рођака. Њена мајка Карол радила је бројне послове у Сент Џејмсу пре него што је добила зелену карту са 24 године. Затим се преселила у Бронкс да похађа колеџ Монро, остављајући и Минажеву и Џеланија на Тринидаду са њиховом бабом. На крају, када је Минажева имала пет година, Карол је купила своју прву кућу у Квинсу и преселила Минажеву и Џеланија како би живели са њом и њиховим оцем. Минажева је изјавила: „Мислим да нисам била добро васпитана у свом домаћинству. Мама ме је мотивисала, али то није било строго домаћинство. Некако сам желела строго домаћинство.” Минажева је прошла аудицију за пријем у Средњу школу за музику, ликовне и сценске уметности Фиорело ла Гвардија, која се фокусира на ликовне и сценске уметности. Након дипломирања, Минажева је желела да постане глумица, а 2001. добила је улогу у ванбродвејској представи, У случају да заборавиш.
Са 19 година, док се борила са својом глумачком каријером, радила је као конобарица у Red Lobster-у у Бронксу, али је отпуштена због нељубазности према муштеријама. Изјавила је да је из сличних разлога отпуштена са „најмање 15 послова”. Такође је радила као представница корисничке службе и управљала је канцеларијом на Вол стриту. Минажева је изјавила да је купила BMW као 19-годишњакиња од новаца који је зарадила као конобарица.

## Каријера

### 2004—2010: Почетак каријере
Минажева је потписала уговор са бруклинском групом Full Force, у којој је реповала у квартету под називом The Hoodstars који су чинили Lou$tar, Сафари Самјуелс (Scaff Beezy) и 7even Up. Године 2004. група је снимила песму „Don't Mess With” за улазак WWE-ове Диве Викторије, која је део компилацијског албума, ThemeAddict: WWE The Music, Vol.6. Минажева је касније напустила Full Force и објавила песме на свој профил на Myspace-у, док је такође послала неколико својих песама људима из музичке индустрије. Касније је Фенди, извршни директор бруклинске куће Dirty Money Entertainment, потписао Минажеву 2007. под уговором од 180 дана. Иако је првобитно усвојила уметничко име Ники Мараж, она га је променила у Ники Минаж наводећи да је „моје право презиме је Мараж. Фенди га је променио када ме је срео јер сам имала тако опасан флоу!”
Дана 5. јула 2007. Минажева је објавила свој први микстејп, Playtime Is Over, а 12. априла 2008. други, Sucka Free. Свој трећи микстејп Beam Me Up Scotty објавила је 18. априла 2009. године; микстејп је имао добру покривеност на BET-у и MTV-ју. У то време њена менаџерка је била Дебра Ентни. Једна од песама микстејпа, „I Get Crazy”, достигла је 20. место на америчкој листи Billboard Hot Rap Songs и 37. место на листи Hot R&B/Hip-Hop Songs. Након што је Минажеву открио репер Lil Wayne, потписала је уговор са његовом кућом, Young Money Entertainment. Тог новембра наступала је са Gucci Mane-ом и Трином на ремиксу песме Yo Gotti-ја, „5 Star Bitch”.
Почетком фебруара 2010. Минажева се двапут појавила на листи  100, као део песме „” са Lil Wayne-ом и „Up Out My Face” са Марајом Кери. Минажева такође наступа на песмама „” и „” на компилацијском албуму, We Are Young Money (2009). Синглови су достигли врхунац на другом и 56. месту америчке листе  100; њихов матични албум достигао је девето место на америчкој листи  200, а добио је златни сертификат Америчког удружења дискографских кућа (АУДК). На Jay-Z-јев предлог, Робин Тик је представио Минажеву на свом синглу, „Shakin' It 4 Daddy”. Алисон Стјуарт из The Washington Post-а је изјавила да је Минажева за то време „постала омиљена девојка извођача који су хтели да својим песмама додају мало прљавштине, а да се притом не запрљају”. Минажева је постала прва соло извођачица која је имала седам синглова истовремено на листи  100.

### 2010—2011: Пробој с албумом
Дана 29. марта 2010. Минажева је објавила „Massive Attack”. Замишљена као водећи сингл са њеног предстојећег дебитантског албума , песма је избачена са албума због слабе продаје, а следећи сингл „Your Love”, објављен 1. јуна, постао је водећи сингл албума, достигавши врхунац на 14. месту листе Billboard Hot 100 и првом месту листе Billboard Rap Songs. У септембру је Минажева објавила „Check It Out” и „Right Thru Me” као наредне синглове. Такође је 2010. постала прва реперка која је икада наступила на стадиону Јенки.
У октобру Минажева је наступила у песми „” Канјеа Веста, а њен део је добио позитивне критике, док су га многи критичари сматрали најбољим делом песме; Шон Фенеси из The Village Voice-а изјавио је да је „Monster” нумера која је већини људи најавила „бриљантност” Минажеве. Complex је њен део у песми прогласио најбољим реп делом број један у последњих пет година. Лорен Ностро из Complex-а је написала: „Када ритам падне, упознајемо многа лица Ники Минаж. [...] Њена изведба има моћ, годинама након објављивања, због које морате да застанете. Мењајући свој вокални стил током песме, игру речи преузима од Ђузепеа Занотија до песме „Dutty Wine” Тонија Матерхорна и улази у менаж а троа са Кањеом и његовом тадашњом девојком, Амбер Роуз [...] Било је јасно, урадила је своје заједно са најбољима у игри — она је украла шоу, у ствари, надмашила их је све.” У новембру 2010. Минажева је добила своју прву номинацију за награду Греми као гостујући извођач на Лудакрисовој песми, „My Chick Bad”.
Pink Friday је објављен 19. новембра 2010, дебитујући на другом месту и касније достигавши прво место на листи  200, са продајом у првој седмици од 375.000 примерака. Остварио је најпродаванију седмицу за албум било које реперке реперке у овом веку и другу најпродаванију седмицу после албума Лорин Хил, The Miseducation of Lauryn Hill (1998). По објављивању, албум је добио углавном позитивне критике критичара. Сем Вулфсон из NME-ја похвалио је њен „поп сензибилитет” и сматра је „променљивом и необичном... подсећа на врхунац Lil Wayne-а”. Бред Вет из Entertainment Weekly-ја похвалио је њену „вештину за мелодију” и „разметљиве текстове”. Алисон Стјуарт из The Washington Post-а написала је да албум „грицка ивице онога што је реперкама дозвољено да раде, иако доприноси поп хитовима”. Албум је у децембру добио платинасти сертификат, а у фебруару 2011. је касније достигао број један у САД. Pink Friday је постао први соло албум једне реперке који је добио платинасти сертификат у последњих седам година.
„” је објављен као четврти сингл убрзо по објављивању албума. Песма представља трећи сингл са албума, док је објављена као сингл 7. децембра 2010. године. Дана 29. јануара 2011. Минажева је извела „Right Thru Me” и „Moment 4 Life” као музички гост у епизоди емисије, Уживо суботом увече. „Super Bass”, пети сингл албума, објављен је у априлу 2011. године. Песма је постала хит и остварује комерцијални успех; касније је достигла треће место на листи Billboard Hot 100 и осам платинастих сертификата у САД. У то време, „Super Bass” је био соло сингл са највишим местом једне реперке од „Work It” Миси Елиот. До августа 2021. музички спот има више од 900 милиона прегледа на -у.
Минажева је била једна од предгрупа на турнеји Бритни Спирс из 2011. године, Femme Fatale Tour. Она и Кеша наступиле су на ремиксу Спирсине песме „Till the World Ends”, која је заузела треће место на листи  100. Дана 7. августа 2011. Минажева је доживела „пех” током наступа уживо у емисији, Good Morning America. Минажева је критикована јер је носила деколтирану кошуљу током свог наступа, што је довело до кратког излагања груди у телевизијском преносу. ABC се извинио за инцидент. Минажева се, током интервјуа у емисији Nightline, извинила за инцидент и негирала да је намерно покушала да се скине на телевизији уживо као рекламни трик. Инцидент је изазвао протест Родитељског савета телевизије. Упркос томе, Минажева је наставила да наступа на догађајима високог профила током 2011; Донатела Версаче ју је позвала да наступи са Принсом на представљању колекције Versace-а за H&M, а 2011. извела је „Super Bass” на Victoria's Secret Fashion Show-у. У децембру 2011. Минажева је номинована за три награде Греми, као што су за најбољег новог извођача и најбољи реп албум за . Исте године освојила је  за најбољи хип хоп спот за „Super Bass”, чиме је обележила своју прву победу на VMA-у.

### 2012—2013:и
„” је објављен у фебруару 2012. као водећи сингл са њеног предстојећег другог албума, . Песма је достигла пето место на листи  100, а затим је постала пети најпродаванији сингл 2012. и један од најпродаванијих дигиталних синглова свих времена. Неки су критиковали њен прелазак на поп музику, упркос комерцијалном успеху сингла. Минажеву је тужио уметник из Чикага Клајв Танака у септембру 2013. због наводне повреде ауторских права. Следећи синглови „Beez in the Trap” и „Right by My Side” су објављени убрзо након тога. Pink Friday: Roman Reloaded је објављен 2. априла 2012. године, два месеца касније него што је планирано. Албуму су претходили промотивни синглови, „Roman in Moscow” и „Stupid Hoe”. Албум је дебитовао на првом месту на листи  200, са продајом од 253.000 примерака прве седмице, а АУДК му је у јуну 2012. доделио платинасти сертификат. Међутим, његова мешавина хип хоп песама и мејнстрим поп материјала добила је помешане критике музичких критичара.
„Pound the Alarm” и „Va Va Voom” су касније објављени као последњи синглови са албума. Дана 6. јануара 2012. Минажева и реперка M.I.A. придружиле се Мадони како би извела сингл „Give Me All Your Luvin'” током полувремена Супербоула XLVI. Дана 12. фебруара Минажева је била прва соло реперка која је наступила на додели награда Греми, премијерно изводећи „Roman Holiday” током церемоније 2012. године. Њен наступ на тему егзорцизма био је контроверзан, а Америчка католичка лига је критиковала Минажеву јер је довела лажног „папу” да је прати на црвеном тепиху. Критикована је и сцене „егзорцизма” која је изведена током њеног наступа. Председник Католичке лиге Бил Донохју назвао је Минажин наступ „вулгарним”.
Дана 16. маја 2012. Минажева је започела своју турнеју Pink Friday Tour, након чега је уследила турнеја Pink Friday: Reloaded Tour која је почела 14. октобра 2012. године. Иако је 3. јуна била планирана да предводи Summer Jam Hot 97-а на стадиону Метлајф у Њу Џерзију, на захтев Лил Вејна, отказала је наступ на дан наступа након што је Питер Розенберг са станице назвао њен сингл „Starships” „лажним хип хопом”.
Следећег месеца Минажева је позајмила глас Стефи у анимираном филму, Ледено доба 4: Померање континената (2012). Освојила је награде за најбољи спот женског извођача (за „Starships”) на додели MTV Europe Music Awards 2012. и најбољег хип хоп извођача на додели MTV Europe Music Awards 2012. године. Њена сарадња са Pearl Future-ом на песми „Looking At Me” доспела је до првих 20 на радио-станици, BBC Radio 1. Проширено издање албума Pink Friday: Roman Reloaded, поднасловљено The Re-Up, објављено је 19. новембра 2012. године. Тог месеца Минажева је била тема троделног документарца E!-ја, Ники Минаж: Моја истина. Најавила је планове за сопствену дискографску кућу након што је потписала уговоре са неколико извођача.
У септембру Минажева се придружила жирију за дванаесту сезону серије American Idol са Марајом Кери, Китом Урбаном и Рендијем Џексоном. Током целе емисије било је несугласица између Керијеве и Минажеве. Минажева је напустила серију на крају сезоне.

### 2014—2017:и други подухвати
Први биоскопски играни филм Минажеве Освета на женски начин снимљен је у пролеће 2013. и премијерно приказан 25. априла 2014. године. Глумила је Лидију, Карлину помоћницу (коју глуми Камерон Дијаз). Године 2013. Минажева је описала свој тада предстојећи трећи албум The Pinkprint као „наставак албума The Re-Up са више свега” и рекла да ће се усредсредити на своје „хип хоп корене”. Током интервјуа за MTV, рекла је да ће њен трећи албум бити „следећи ниво” и да има „много тога да каже”.
У мају је „Pills n Potions” објављен као водећи сингл с албума The Pinkprint. „” је објављена у августу као други сингл, достигавши врхунац на другом месту листе  100, поставши њен сингл са највишом позицијом у САД. Музички спот за песму изазвао је значајне контроверзе конзервативних медија и постао виралан по објављивању на интернет; оборио је рекорд за најгледанији спот Vevo-а, сакупивши 19,6 милиона прегледа првог дана објављивања, оборивши рекорд који је раније држала Мајли Сајрус за песмом „”. У децембру исте године Минажева је добила две номинације за награду Греми, за најбољу реп песму („Anaconda”) и најбољи поп дуо или групу („Bang Bang” са Џеси Џеј и Аријаном Гранде).
The Pinkprint је званично објављен 15. децембра 2014. и дебитовао је на другом месту америчке листе  200, са продајом прве седмице од 244.000 еквивалентних јединица (198.000 примерака албума и 46.000 комбинованих јединица и стримова еквивалентних албуму). По објављивању, албум је добио позитивне критике критичара који су похвалили продукцију и личне текстове. На 58. додели награда Греми Минажева је добила још три номинације за награду Греми, као и другу номинацију за најбољи реп албум за .
Дана 9. новембра 2014. Минажева је била водитељка доделе MTV Europe Music Awards 2014. у Глазгову. Такође је по други пут освојила награду за најбољег хип хоп извођача. У марту 2015. Минажева је кренула на своју трећу светску турнеју под називом The Pinkprint Tour и такође је постала прва извођачица која је истовремено имала четири песме у првих 10 Billboard-ове листе Mainstream R&B/Hip-Hop. На додели награда BET Awards 2015. Минажева је освојила своју шесту узастопну награду за најбољу хип хоп извођачицу, поставши реперка са највише победа у тој категорији.
У августу 2015. музеј Мадам Тисо је открио воштану фигуру Минажеве, која ју је приказивала савијену на рукама и коленима — позу из музичког спота за песму „”. Атракција је добила негативне критике, а своје незадовољство су изразили и реперка Азилија Бенкс и The Independent, који су је назвали „сексистичком” и „расистичком”. Међутим Минажева је изразила своје задовољство поводом воштане фигуре на друштвеним медијима. Након што су бројни посетиоци почели да снимају сексуално сугестивне фотографије са статуом Минажеве, музеј је увео додатно обезбеђење. У септембру 2015. објављено је да ће Минажева бити извршна продуценткиња и наступити у хумористичној серији за ABC Family (сада Freeform), која се темељи на њеном животу и одрастању у Квинсу. Серија је названа Ники, а пилот епизода је снимљена у Минажином родном граду у јануару 2016. године. У октобру 2016. Минажева је изјавила да је снимање одложено из непознатих разлога.
У мају 2015. објављено је да ће Минажева наступити у трећем делу филмске серије Берберница, поред Ајса Кјуба, Cedric the Entertainer-а, Ив и других оригиналних чланова глумачке екипе. Под називом Берберница 3, филм је објављен 15. априла 2016. и добио је позитивне критике, са просечном оценом од 93% на Rotten Tomatoes-у. Минажева глуми „дрску” фризерку, Драју. За свој наступ била је номинована за Награду по избору тинејџера за омиљену глумицу у комедији.
У фебруару 2017. Минажева је наступила на синглу Џејсона Дерула „Swalla”, који се нашао на првих десет места у неколико земаља, укључујући и шесто место на листи синглова у Уједињеном Краљевству. Следећег месеца Минажева је потписала уговор са главном агенцијом за моделе, Wilhelmina Models. Дана 20. марта 2017. године, када су њени синглови „No Frauds”, „Changed It” и „Regret in Your Tears” истовремено објављени, Минажева је оборила рекорд листе Billboard Hot 100 по броју истовремених синглова на листи за извођачицу, који је претходно држала Арета Френклин. Рекорд је касније надмашила Тејлор Свифт у децембру 2020. године. У мају је Минажева отворила доделу Billboard Music Awards 2017. медли наступом коју је Елијас Лајт из Rolling Stone-а описао као „раскошно продуциран” и „спретан” наступ.
Током остатка 2017. Минажева је била део неколико синглова, као што су „MotorSport” групе Migos и Yo Gotti-јев „Rake It Up”, који су достигли врхунац међу првих десет на листи  100. Такође је наступила у песми Кејти Пери „Swish Swish”, која је достигла 46. место на листи и добила платинасти сертификат у САД и Канади.

### 2018—2019:
Минажева је најавила свој четврти албум Queen на црвеном тепиху на фестивалу Met Gala 2018; албум је требало да буде објављен 15. јуна 2018, али је више пута одлаган пре него што је објављен 10. августа 2018. године. Његов водећи сингл „Chun-Li” објављен је 12. априла 2018. и достигао је врхунац на 10. месту листе  100. Песму је извела у емисији Уживо суботом увече и додели  2018. године. Сингл под називом „Barbie Tingz” објављен је заједно са претходним, али није део албума. Међутим укључен је у Target-ово издање албума. „Bed”, други сингл с албума и дует са Аријаном Гранде, објављен је 14. јуна 2018, заједно са пуштањем албума у претпродају, а достигао је 42. место на листи  100. Дана 22. јула 2018, сингл 6ix9ine-а под називом „Fefe”, чији је део Минажева, објављен је и дебитовао на четвртом месту листе  100. „Fefe” представља Минажин сингл са највишим местом у то време, надмашивши „Bang Bang” који је заузео шесто место 2014. године. Касније је достигао врхунац на трећем месту листе  100, а посао је део албума Queen средином прве седмице по објављивању.
Дан пре објављивања албума, Минажева је покренула сопствену радио-емисију на станици Beats 1, Queen Radio. Queen је дебитовао на другом месту америчке листе Billboard 200 са 185.000 јединица еквивалентних албуму, од којих је 78.000 дошло од чисте продаје албума. Такође је дебитовао на броју пет у Уједињеном Краљевству и на броју четири у Аустралији, означавајући највећи деби у Минажиној каријери у овој земљи. Након што је дебитовао на другом месту на листи Billboard 200, Минажева је изразила фрустрацију и критиковала неколико људи у низу твитова, укључујући Трависа Скота, чији је албум Astroworld другу недељу заредом заузимао прво место, блокирајући њеном албуму прво место. Минажева је тврдила да је Травис Скот продавао кошуље, робу и карте за ненајављену турнеју да би повећао продају свог албума. Објављивање албума Queen и контроверзу која је уследила документовало је неколико новинских кућа и коментатора. Queen је добио углавном позитивне критике, иако су неки критичари критиковали трајање албума и садржај текста. Моси Ривс из Rolling Stone-а је написао да Queen „доноси нови лик Ники Минаж: краљевског, охолог монарха, жену која инсистира на рими наоштрену мачем као прерогативу изврсности”, али је критиковао „млитав, вијугав средњи део” албума. Крис Ричардс је за The Washington Post изјавио да сматра да су „песме предугачке, а има их превише”. Такође је написао да је Минажин „осећај за мелодију устајао и без укуса”. Албум је добио платинасти сертификат АУДК у јануару 2019, за више од 1 милион еквивалентних јединица.
Дана 20. августа Минажева је освојила свој четврти MTV Video Music Award за музички спот „Chun-Li” на 35. церемонији. Касније тог месеца објављен је сингл „Idol” групе BTS, на коме такође наступа Минажева; сингл је дебитовао и достигао 11. место на листи Billboard Hot 100, што је чини другом песмом групе са највишим пласманом. Дана 12. октобра 2018. британска девојачка група Little Mix објавила је свој сингл са Минажевом, „Woman Like Me”. Музички спот, у којем Минажева носи „елизабетански оковратник и ништа више”, објављен је истог месеца. Новинар BBC-ја је приметио да се спот „бави родним стереотипима”. Минажева наступа у Tyga-иној песми „”, која је достигла 63. место на листи Hot 100, чиме је постала прва извођачица која је имала 100 песама на листи. Касније је присуствовала догађају Billboard Women in Music, где је освојила награду.
Минажева је такође учествовала на низу музичких фестивала. Дана 2. септембра 2018. Минажева је била део фестивала Made in America Festival и десила јој се незгода с гардеробом. У новембру 2018. Минажева је позвана на музички фестивал DWP у Кини, али није наступила због проблема са предузећем које је организовало догађај. У априлу 2019. Минажева је гостовала на фестивалу Коачела током наступа Аријане Гранде и заједно су извеле песме „Side to Side” и „Bang Bang”. Међутим, имала је техничке потешкоће са својом слушалицом. Касније тог месеца Минажева се разишла са својим дугогодишњим менаџерским тимом након заједничког договора.
У јуну 2019. Минажева је објавила своју прву соло песму у 2019, под називом „Megatron”. У јулу је дала информације о свом предстојећем петом студијском албуму, наступивши у серији Вече са Џимијем Фалоном, где је рекла: „Ти си први који ћеш сазнати... наравно да се прави нови албум”. У августу 2019. наступила је у песми „Hot Girl Summer” заједно са Megan Thee Stallion, која је дебитовала и достигла 11. место на листи  100. Минажева је имала гласовну улогу у филму  филм 2, објављеном истог месеца. Дана 1. новембра 2019. Минажева је наступила на песми „Bad To You”, заједно са Аријаном Гранде и Нормани, која је део саундтрека, Charlie's Angels: Original Motion Picture Soundtrack. Следеће недеље, „”, сарадња Минажеве са колумбијском певачицом Karol G, објављена је на платформама за стриминг. Песма је достигла врхунац на 42. месту листе Billboard Hot 100 и доспела на врх многих других топ-листа, укључујући топ-листу „Hot Latin Songs”, што ју је учинило првом песмом са две извођачице која је дебитовала на том месту.

### 2020—2021: Реиздање микстејпа
Након паузе на друштвеним медијима, 30. јануара 2020. Минажева се вратила на Twitter и Instagram како би најавила своје гостовање у премијерној епизоди дванаесте сезоне америчке ријалити-такмичарске серије, Руполова дрег трка. Следећег дана је објављена њена сарадња са америчком певачицом Меган Трејнор под називом „Nice to Meet Ya” уз пратњу музичког спота. Убрзо након што је објавила исечак нове, неименоване песме, Минажева је најавила да ће се вратити музици са својом првом соло песмом у 2020, под називом „Yikes” која је објављена 7. фебруара 2020. године.
Дана 1. маја 2020. америчка реперка Doja Cat је представила Минажеву на два ремикса своје песме, „Say So”. Те седмице ремикс је заузео прво место на листи Billboard Hot 100, поставши први Минажин сингл који је достигао прво место на листи. Прва је женска сарадња у шест година откако је песма „Fancy” (2014) Иги Азејлије и Charli XCX достигла врхунац, као и прва песма две реперке која је доспела на врх, док је Меган Гарви из Billboard-а рекла да је ова песма „прочистила пут за ’WAP’ Карди Би и Megan Thee Stallion.” Минажева је такође оборила рекорд по времену чекања до врха листе Hot 100. Минажева је две седмице била врху топ-листе. Дана 12. јуна 2020. 6ix9ine и Минажева су објавили „Trollz”, који је постао њихова трећа сарадња. Дебитовао је на врху листе  100, поставши Минажин други сингл број један. Ово је учинило Минажеву другом реперком која је дебитовала на врху листе Hot 100 откако је то урадила Лорин Хил 1998. са песмом „”. Како је пао на 34, „Trollz” је постао први сингл који је пао преко 30 места у својој другој седмици након што је дебитовао на првом месту, оборивши рекорд за највећи пад са првог места у земљи у то време; рекорд је касније оборила песма „Willow” Тејлор Свифт која је пала на 38. место након што је дебитовала на врху листе.
Дана 30. јула 2020. објављена је сарадња Минажеве са ASAP Ferg-ом и MadeinTYO-ом на песми „”. Скоро месец дана касније Минажева је наступила на песми „Expensive” Ty Dolla Sign-а, као и у споту за песму. Наступила је на још неколико песама до краја 2020, а 6. новембра објавила је „What That Speed Bout!?” са Mike Will Made It-ом и YoungBoy Never Broke Again-ом. Касније тог месеца Минажева је најавила шестоделну документарну серију који приказује њен живот, као и њену премијеру на HBO Max-у.
Дана 14. маја 2021. Минажева је објавила реиздање свог микстејпа Beam Me Up Scotty из 2009. године. Дебитовао је на другом месту листе Billboard 200, поставши највиши деби за реп микстејп жене на листи. Песма са реиздања под називом „Seeing Green” на којој наступају и Дрејк и Lil Wayne (који су део куће Young Money) достигла је дванаесто место на листи Billboard Hot 100 и појавила се на листи најбољих хип хоп песама 2021. HipHopDX-а. Минажин део на песми „Fractions” с микстејпа Beam Me Up Scotty се појавио на листи најбољих реп делова песама Complex-а. Дана 9. јула 2021. Минажева је открила да се налази на ремиксу песме „Whole Lotta Money” америчке реперке, Bia-је. Ремикс се појавио на неколико листа најбољих песама публикација као што су Rolling Stone и NPR.
У септембру 2021. Минажева је открила наступ на предстојећем албуму енглеског кантаутора Елтона Џона, The Lockdown Sessions. Наступила је на песми „Always Love You” са Џоном и Young Thug-ом. Дана 14. септембра 2021. Минажева се разишла са својим претходним менаџером Ирвингом Азофом, док је такође најавила да је њен нови менаџер SALXCO, који је менаџер извођачима попут The Weeknd-а и Doja Cat. Дана 28. септембра 2021. Џеси Нелсон је објавила сарадњу са Минажевом као свој соло деби под називом „”. Дебитовао је на четвртом месту у Уједињеном Краљевству и на шеснаестом месту у Ирској. У октобру 2021. Минажева је објавила свој посао водитељке на специјалу окупљања шесте сезоне емисије Домаћице из Потомака. У новембру 2021. њен сингл „Super Bass” из 2011. с албума Pink Friday добио је дијамантски сертификат АУДК, чиме је постала друга реперка која је добила дијамантски сертификат за песму. Минажева је шести пут освојила награду за најбољег хип хоп извођача на додели MTV Europe Music Awards 2021. године. Минажева је такође освојила награду „народног шампиона” на додели награда хип хоп часописа, XXL. Према XXL-у, прва је награда за коју су гласали обожаваоци часописа.

### 2022—данас:
Дана 27. јануара 2022. Минажева је најавила нову песму под називом „Do We Have a Problem?” са америчким репером Lil Baby-јем. Објављена је 4. фебруара, заједно са музичким спотом који је режирао Бени Бум, а у њему су гостовали глумци Џозеф Сикора и Кори Хардрикт. Улога Минажеве у споту инспирисана је наступом Анџелине Џоли у филму Солт из 2010. године. Спот такође садржи најаву песме „”, такође у сарадњи са Lil Baby-јем, која је објављена недељу дана касније, 11. фебруара.
У промотивном интервјуу за Apple Music са Зејном Лоу, Минажева је рекла да њен пети студијски албум „долази ускоро”. Такође је наступила у серији Вече са Џејмсом Корденом, где је открила своје планове да објави албум пре лета 2022. године.

## Стваралаштво

### Музички стил
Када сам почела да репујем, људи су покушавали да ме учине типичном њујоршком реперком, али ја то нисам хтела. Без непоштовања према њујоршким реперима, не желим да ме људи чују и знају одакле сам.

— Минажева о свом стилу реповања у интервјуу за Billboard
Минажева је позната по свом анимираном стилу реповања и „јединственом” флоуу. Њено реповање се одликује брзином и употребом алтер ега и акцента, пре свега британског кокнија. Често и пева и репује у својим песмама, а користи и метафоре, поенте и игру речи. Алтер его је уклопљен у текстове са британским акцентима (Роман Золански) или тихим говором (Хараџуку Барби). Ice-T је о њеном стилу реповања изјавио: „[Минажева] ради своју ствар. Она има свој начин на који то ради. Има болесно добар вокал. Некако ме подсећа на женско издање Баста Рајмса, на пример како користи свој глас у различитим правцима.”
Џон Караманика из -а назвао је Минажеву „блиставом реперком са даром за комичне акценте и занимљиве игре речи. Она је ходајући преображај, моћни звук, личност и изглед. Она се брзо развија, одбацује стару моду и једнако лако усваја нову.” Иако многи критичари називају њену технику баблгам репом, Минажева је рекла: „Оно што људи не знају је да пре него што сам направила ту лудост, ја сам радила своју ствар, само обичан реп који је свако могао да чује и да се поистовети са њим. Али сам одједном почела са тим чудним срањима — нисам љута због тога јер је оно свима привукло пажњу.” Роби Сибрук III из XXL-а уврстио је Минажеву на листу „најуникатнијих репера у последњих пет година”, рекавши да је Минажева „учврстила своје место лидера групе својим анимираним флоууом, инспиришући многе друге жене у хип хопу да се играју са својим вокалом. Она прелази од таборне до ратоборне, узбудљиве до ексцентричне, често све у једној песми.”
Позната као реп извођачица, такође се повремено бави жанровима електронске музике (посебно електропопом). Pink Friday обележио је њено истраживање жанрова, изнедривши електро песме, као и поп песму „”. Комбинујући реп са синтисајзерском музиком, други албум Минажеве Pink Friday Roman Reloaded чини низ електрохоп и електропоп песама: „HOV Lane”, „Whip It”, „”, „”, „”, „”, „”, „The Boys” и „Beez in the Trap”; док је „Starships” евроденс песма.
Њен део на песми „” Канјеа Веста добио је похвале критичара и умногоме је допринео њеној популарности; многи критичари су рекли да је управо то најбољи део песме. Вест је тврдио да је у једном тренутку размишљао да избрише њен део са песме, јер се бринуо да ће засенити његов рад:
Био је то као онај тренутак када сам размишљао да уклоним Никин део са песме јер сам знао да ће људи рећи да је то најбољи део на најбољем хип хоп албуму свих времена или вероватно најбољих десет албума свих времена. Урадио сам сав посао, као и осам месеци рада на песми „Dark Fantasy” и људи би ми до дана данашњег говорили ’Мој најдражи део је онај који изводи Ники Минаж.’ Дакле, ако допустим свом егу извуче најбоље из мене уместо да дозволим тој девојци да добије прилику да та платформа буде све што може да буде, скинуо бих га или је маргинализовао, покушао да је спречим да доживи тај тренутак славе… 
Тара Коли из The Conversation-а назвала је Минажеву „изванредном реперком” и рекла да је „доследно изигравала различите личности гангста шефа и секси поп сирене без да се истински посветила једном или другом”, као и да се „њена камелеонска способност” поклапа са „неким од најречитијих, најдуховитијих, прљавих и поп-пријатељских” реп звезда као што су Еминем и Lil Wayne. Зои Џонсон из XXL-а изјавила је да се последњих година „бит селекција [Минажеве] померила на рафинирану продукцију пуну ритма и хип хопа”.

### Алтер его
Пошто су се њени родитељи често свађали током њеног детињства, Минажева је живела кроз ликове које је стварала као средство за бекство. Присетила се да је „фантазија била моја стварност” и да је њен први алтер его био Куки, која је постала Хараџуку Барби и (касније) Ники Минаж. У новембру 2010. Минажева је представила алтер его Ники Терезу, носећи шарени шал за главу и називајући се „исцелитељком својих обожавалаца” током посете фондацији Garden of Dreams Foundation у Њујорку. Представила је и Розу у знак сећања на свој наступ у децембру 2010. године.
Један од њених најпознатијих алтер ега је „демон у њој” по имену Роман Золански (назван по филмском редитељу Роману Поланском са измењеним презименом), Минажин „брат близанац”, чији лик преузима када је љута. Роман је упоређиван са Еминемовим алтер егом Слимом Шејдијем, а на песми „Roman's Revenge” Минажева и Еминем сарађују у улогама својих алтер ега. На свом следећем албуму је рекла да ће бити много Романа: „А ако се нисте упознали са Романом, ускоро хоћете. Он је дечак који живи у мени. Он је лудак и геј и биће га много.” Роман има мајку Марту Золански, која се први пут појавила у песми „Roman's Revenge” са британским акцентом, а пева у песми „”. Марта наступа у музичком споту за песму „Moment 4 Life” као Минажина привидна вилинска кума.

### Узори
Минажева наводи Lil Wayne-а, Фокси Браун и Jay-Z-ја као своје главне узоре: „Не могу ни да замислим своју каријеру, овај, свој креативни дух без Wayne-а. Приписујем му много тога што радим. [...] Осећам се као да сам и даље креативно испреплетена с њим.” Минажева је назвала Lil Wayne-а својим ментором и приписала му заслуге да ју је открио. За Фокси Браун и Jay-Z-ја је рекла: „Стварно сам волела [Фокси] као реперку. Заиста су ме занимали њен ум и њена аура [и] била сам стварно, стварно заинтересована за Jay-Z-ја. Моји пријатељи и ја смо знали све текстове његових песама у средњој школи. Његови текстови су све време били наше речи у разговорима.” Наставила је: „Никада нисам рекла Фокси колико је утицала на мене и колико је променила мој живот, а то мораш да кажеш људима док су живи да би могли да прихвате комплимент, уместо да им одајеш част када их више нема”, додајући да је Фокси Браун за њу била „најутицајнија реперка”. Године 2017. Минажева је у интервјуу за T Magazine рекла: „Jay-Z, Lil Wayne, Фокси Браун... [...] То су људи о којима мислим док пишем песме јер су толико утицали на мене, [...] Осећам се као да сам део њих.”
Џејда Пинкет Смит је један од узора Минажеве у њеној глумачкој каријери. Минажева је била инспирисана R&B певачицом Моником, певајући „Why I Love You So Much” на сваком талент-шоуу у ком је учествовала. Док је наступала у Атланти у оквиру своје турнеје Pink Friday Tour, Монику је назвала једним од својих највећих музичких узора свих времена. Лорин Хил је такође један од главних узора Минажеве, чије текстове наводи у средњошколском годишњаку. Минажева такође наводи Мадону, Енју, Еминема, Бијонсе, Канјеа Веста, Трину, Дрејка, Remy Ma и Lil' Kim као узоре.
Бетси Џонсон назива својом модном инспирацијом: „[Бетси] је слободног духа. Када сам је срела пре неки дан, осећала сам се као да је познајем цео живот. Толико је топла, пажљива и брижна. Она је невероватно талентована, а ја сам одувек носила њену одећу, тако да је упознавање са њом било као, ’То!’ Клањала сам јој се; она је супер!” Минажева је такође изразила захвалност за стил Синди Лопер и како су је њени музички спотови инспирисали док је била тинејџерка: „Када сам први пут отишла да фарбам косу, имала сам око 14 година и желела сам плаву косу. Фризерка је рекла: ’Не, дај ми своју мајку на телефон’, а ја сам плакала и молила. Одувек сам волела да експериментишем. Музички спотови Синди Лопер — то је оно што ме је заинтригирало.”

## Имиџ у јавности
У марту 2011. Billboard је прогласио Минажеву четвртим најактивнијим музичаром на друштвеним медијима на својој листи Social 50. Минажева је такође најпраћенији репер на Instagram-у са 155 милиона пратилаца. На Twitter-у је једна од најпраћенијих репера, са 22 милиона пратилаца до 2021. године. Године 2013. постала је члан жирија серије American Idol.  је прогласио Минажеву „геј иконом”. Она је била гласни заговорник тога да се стримови рачунају за сертификате АУДК. Организација је 2016. објавила да ће модернизовати процес сертификације за албуме, укључујући аудио и видео-стримове на захтев, како је известио Yahoo! News.
Минажеву су Allure, Time и XXL назвали „модном иконом”, а Refinery29 је назвао „иконом камп-стила”. Као своје омиљене дизајнере навела је Алексендра Маквина, Ђанија Версачеа и Кристијана Лобутина. The Huffington Post назвао је њен стил „преузимањем ризика” и „далеким”, са „храбрим избором гардеробе”; Минажева је неколико пута уврштена на годишњу листу Maxim Hot 100. Године 2014. Минажева је извршила реинвенцију свог имиџа са „природним” и „блажим” изгледом, носећи мање перика и шарених костима. Изјавила је да „идем толико далеко на другу страну да одатле постоји само једно место. Можете или да наставите да правите костиме или да кажете: ’Хеј, погоди шта? Ово ће их још више шокирати. Ако ништа не радим, шокираћу их још више.”"
Њена грађа, посебно њена задњица, привукла је значајну пажњу медија. На почетку своје каријере, учинила је да аутограм груди буде део покрета за оснаживање жена. Године 2010. рекла је да је, иако је првобитно осећала обавезу да опонаша провокативно понашање „реперки [њених] дана”, намеравала да покори своју сексуалност јер „[желим] да људи — посебно младе девојке — знају да у животу ништа неће бити темељено на сексепилу. Мораш имати нешто друго.”
Године 2015. Минажева је говорила о феминизму у интервјуу за Vogue, рекавши: „Постоје ствари које радим које феминисткиње не воле, а постоје ствари које радим и које воле. Не етикетирам себе. Само говорим истину о томе шта осећам. Осећам да жене могу да ураде све што им падне на памет.” Године 2018. добија критике због интервјуа за Elle, у којем је говорила о сексуалним радницима, сопственом сексепилу и сексуалности у музици и на друштвеним медијима. Музичка критичарка Ванеса Григоријадис из The New York Times Magazine-а рекла је да је Минажева „постала стручњак за моделирање начина на које жене могу да имају моћ у индустрији. Али је такође скренула пажњу на начине на које моћ може бити оличена тако што жена стоји сама за себе и говори своје мишљење.”
Омот и музички спот за њен сингл „Anaconda” привукао је значајну пажњу медија након објављивања. Музички спот је прегледан 19,6 милиона пута у прва 24 сата од објављивања. The Guardian је спот назвао „раскошним”, али је навео да се она „не стиди се да разбаруши перје своје публике”, док су други хвалили Минажеву што „поседује сопствену сексуалност”, испитујући њен рад кроз феминистичку перспективу. Други аутор за The Guardian је рекао да је Минажева за спот за песму „Anaconda” претворила „класичну песму у разговор и [одбија] да дозволи камери да објективизује њен плес у крилу држећи је зумираном, на удаљености”.

## Филантропија
Године 2010. Минажева је извела обраду песме „Girls Just Want to Have Fun”, заједно са певачицом Кејти Пери, за чланове сервиса током концерта VH1-а, Divas Salute the Troops. Године 2017. њих две су сарађивале на песми „Swish Swish”. Године 2011. Mattel је креирао барбику са ликом Минажеве на аукцији за Project Angel Food, добротворну организацију која обезбеђује храну за људе оболеле од ХИВ и сиде. Године 2012, након урагана Сенди, Минажева је донирала 15.000 долара Банци хране за Њујорк и одржала поделу ћуретине у својој алма матер, PS 45.
У мају 2017. Минажева је преко Twitter-а понудила да плати школарину за колеџ и студентске кредите за 30 својих обожавалаца. Такође је платила трошкове њихових намирница, у распону од 500 долара за школски прибор до 6.000 долара за школарину, обећавајући да ће одговорити на више захтева за месец или два. Такође је најавила да ће у блиској будућности покренути званичну добротворну организацију за студентске кредите и плаћање школарине. Истог месеца Минажева је на Instagram-у открила да је претходних неколико година донирала новац једном селу у Индији преко свог пастора, Лидије Слоли. Ове донације помогле су селу да добије рачунарски центар, кројачки институт, програм за читање и два бунара. „Ово је оно због чега се осећам најпоносније”, рекла је она о новим досељењима у селу.
У августу 2017, након што је ураган Харви погодио град Хјустон, Минажева је одговорила на изазов са друштвених медија који јој је упутио комичар и глумац Кевина Харта и донирала 25.000 долара Црвеном крсту, рекавши да се „моли за погођене”. Дана 4. септембра 2018. Минажева је била гост и извела неколико песама у серији Шоу Елен Деџенерес. Током целе епизоде, Минажева и Деџенерес, уз учешће Walmart-а, дале су више од 150.000 долара донација обожаваоцима. Године 2019. Минажева је отказала предводећи концерт у Саудијској Арабији након онлајн реакције активиста, када је активисткиња за права жена Луџејн ал-Хатхлул приведена и ухапшена због говора против саудијског режима. Минажева је похвалила Тора Халворсена из Фондације за људска права, који је у писму критиковао њен првобитни план за наступ, док је објавила изјаву у којој каже: „Након пажљивог размишљања [...] Верујем да је важно да јасно изразим своју подршку правима жена, ЛГБТ+ заједници и слободи изражавања”.
Године 2020. Минажева је донирала 25.000 долара школи „Дом за девојчице Сент Џуд” након што је посетила школу у својој родној земљи, Тринидад. У свом говору, Минажева је охрабрила девојке да превазиђу тешке препреке, чак је помињала и сопствено искуство са насиљем у породици: „Доживела насиље у породици док сам била тинејџерка. И понекад као тинејџер, када се ствари догоде, осећаш се као да одатле нема излаза.” Исте године, након објављивања песме „” са 6ix9ine-ом, Минажева је најавила да ће део прихода од песме, заједно са зарадом од целокупне робе, ићи за пројекат кауције усред протеста Black Lives Matter који су покренути убиством Џорџа Флојда.

## Заоставштина
Више медија, као што су Billboard, Time, NME, NBC News и GQ, називали су Минажеву „краљицом репа”, а The New York Times, The Washington Post, NPR и LA Times назвали су је „краљицом хип хопа”.
Године 2012. Џон Караманика из -а назвао је Минажеву „најутицајнијом реперком свих времена”, а 2015. Ванеса Григоријадис из свог часописа назвала ју је „највећом светском женском реп суперзвездом”. У Evening Standard-у, Јохан Ембли ју је назвао једном од најутицајнијих реп извођача свих времена, рекавши да „све што ради је смело, неустрашиво и јасно — било да је то њена сценска одећа која боде за очи или њени стручно изведени текстови који мртви хладни гледају на родове и трке.” Зои Џонсон из XXL-а назвала ју је „једном од најсвестранијих MC-јева” и да је „зарадила милионе на оптимистичним поп хитовима и традиционалним хип хоп звуцима који задовољавају и њену женственост и њену асертивну страну”.
За NPR Music, Совмја Кришнамарти је напоменула да Минажева тумачи „необичну барбику у природној величини, гламурозну лисицу и девојку из комшилука”, тврдећи да је „променила пејзаж за извођаче хип хопа у протеклој деценији”. Године 2017. Патрик Сендберг из Dazed-а је тврдио да је Минажева „надмашила сваку другу женску хип хоп извођачицу како би постала најуспешнија у историји”. Године 2020. Ник Соулсби из PopMatters-а назвао ју је „најбољом реперком и најбољим репером на свету током последњих десет година — за шта није потребно посебно нагласити род”.  је уврстио Минажеву на своју листу 104 жене које су дефинисале поп културу 2010-их.

Мадлин Рот из XXL-а прокоментарисала је да је Минажева „помогла рођењу нове генерације репера који опонашају њен стил”. Минажева је утицала на више извођача, као што су Тинаше, Шер Лојд, , Били Ајлиш, , , , , , , , , , Лујза Сонза, , , , , , , Ерика Бенкс, , , , Руби Роуз, Lady Leshurr и Saweetie.  јој је приписао заслуге што је вратила женски реп у мејнстрим у САД. Са преко 140 прилога, часопис је Минажеву назвао „иконом репа и попа” додајући да је „она била један од најпоузданијих гостујућих извођача популарне музике, бележећи десетине хитова са топ-листа као пратећи вокал на сингловима других извођача”. Complex је похвалио Минажеву јер је успела да „узме једноставну песму и претвори је у велики хит само зато што је она део ње.” Године 2012. Караманика за The New York Times рекао је да:
Минажева је „постала окретна, евокативна реперка. Постала је добар текстописац. Постала је промишљена певачица. Постала је ризична извођачица. Измислила је нове личности. Више од било ког другог репера у мејнстриму, снажно се супротстављала очекивањима [...] без никога у близини да се упореди, или да је други упореде, постала је сопствени водени жиг.”
Године 2014. Ерик Нилсон из NPR-а рекао је да је „успех [Минажеве] током последње деценије био изузетак од неписаног правила да за реперке нема места међу елитним извођачима”. Демиша Инман из Nylon-а такође је говорила о утицају Минажеве док је назива „једаном од најуспешнијих репера миленијума”, такође говорећи да се Минажева „борила против мизогиније и предрасуда у индустрији према црнкињи како би створила свој идентитет и звук” што је утицало на њену каријеру. Complex је такође прокоментарисао да „од њених смелих одевних комбинација до њених разнобојних перика, Минажева је одисала самопоуздањем које је инспирисало друге који су пажљиво посматрали... [њој] не треба ништа осим своје уметности која говори за себе”. Године 2014. Complex ју је прогласио „најбољим репером”, што ју је учинило једином женом која је добила то именовање.

## Достигнућа
Минажева је добитница бројних признања, као што је осам Америчких музичких награда, дванаест BET Awards, седам BET Hip Hop Awards, четири Billboard Music Awards, пет MTV Video Music Awards, шест MTV Europe Music Awards, две Награде по избору публике, једну Soul Train Music Award и четири Награде по избору тинејџера. Минажева је добила укупно 10 номинација за награде Греми. Прву номинацију за Греми добила је 2010. за најбољу реп изведбу дуета или групе („My Chick Bad” са Ludacris-ом). Године 2012. Минажева је добио три номинације, као што су за најбољег новог извођача и најбољи реп албум (Pink Friday). Године 2014. добила је и другу номинацију за најбољи реп албум (The Pinkprint). Три пута је освојила је  за најбољи хип хоп спот („Super Bass”, „Anaconda” и „Chun-Li”) и једанпут је освојила награду за најбољи спот женског извођача („Starships”). Минажева је прва жена која се појавила на Forbes-овој листи „Hip Hop Cash Kings” од њеног оснивања 2007. године, након четири узастопна наступа између 2011. и 2014. године.
Године 2010. Минажева је постала прва соло извођачица која је имала седам песама истовремено на листи  100, као и прва жена која се појавила на листи MTV's Hottest MCs in the Game од њеног оснивања 2007. године. Године 2011. Минажева је била шеста на ранг-листи Rolling Stone-а „Kings of Hip Hop”, која се темељи на рекордној продаји и истраживања на друштвеним медијима. Једина је реперка која је седам пута узастопно освојила BET Award за најбољег хип хоп женског извођача. Године 2013. Минажева је постала реперка са највише појављивања на листи Billboard Hot 100, са 44 песме, заједно са Марајом Кери на седмом месту међу женама свих жанрова. Минажева има 19 најбољих 10 синглова на листи, највише за било коју реперку, а четири од њих су соло песме. Године 2017. Минажева је оборила рекорд за највише песама на листи Hot 100 било које извођачице, надмашивши Арету Френклин, а 2018. постала је прва извођачица која је акумулирала 100 песама на листи Hot 100. Држала је рекорд до децембра 2020, када ју је надмашила кантауторка, Тејлор Свифт. Извођачица је на другом месту са највише песама на листи Hot 100, иза Свифтове. Године 2019. Billboard Women in Music јој је доделио награду.
Године 2019, њена сарадња са Karol G, под називом „Tusa”, добила је две номинације на додели награда Латино Греми. Песма је постала најдуговечнији сингл број један на листи Argentina Hot 100, након што је провела 25 недеља на тој позицији. Године 2020. Минажева је постала друга реперка која је више пута била на првом месту листе Hot 100 са својом сарадњом са 6ix9ine-ом, „Trollz”. Такође је постала друга жена која је дебитовала на врху листе од Лорин Хил 1998. године. Исте године такође је била и реперка са највећим бројем стримова на Spotify-у. Године 2021. музички спот за песму „Anaconda” постао је прва реп соло песма жене која је достигла милијарду прегледа на -у. Минажева има укупно шест музичких спотова са више од милијарду прегледа на YouTube-у, чиме је постала прва реперка којој је то пошло за руком, а само је једна од три извиђачице, укључујући Ријану и Кејти Пери, које имају шест музичких спотова са више од милијарду прегледа. Године 2016. Минажева је уврштена на листу Time 100 на којој су најутицајнији људи на свету; такође је била представљена на једној од физичких насловница издања. Complex ју је сврстао на осмо место на њиховој листи најбољих репера 2010-их, будући да је једина реперка на листи.

## Други подухвати

### Парфеми
Минажева има линију парфема која је објављена у септембру 2012. године. Удружила се са предузећем Give Back Brands како би представила свој први парфем „Pink Friday”, који је био номинован за три FiFi Awards 2013: за парфем године, најбоље паковање и медијску кампању године. „” је објављен у априлу 2013. године, а делукс издање мириса под називом „Pink Friday: Deluxe Edition” такође је објављено у децембру 2013. године. Њена четврта и пета линија парфема „Minajesty” је објављена у септембру 2013. праћена парфемом „Minajesty: Exotic Edition”, који је ексклузивно пуштен у продају за Home Shopping Network у јуну 2014. године. Након тога је уследило објављивање њене шесте линије парфема „Onika” у септембру 2014. године. Годину дана касније, 2015, Минажева је објавила „The Pinkprint”, свој седми парфем као подршку свом истоименом трећем студијском албуму. Године 2016. Минажева објавила свој осми парфем, „”. Године 2018, као подршку свом четвртом студијском албуму, објавила је свој девети парфем, „”.

### Производи и одобрења
Минажева је била повезана са неколико производних предузећа и током своје каријере подржавала је низ производа. Такође је изјавила да је научила све детаље пословања како би сама могла да обавља тај посао. У новембру 2010. остварује своју прву сарадњу предузећем MAC Cosmetics које је четири узастопна петка продавала руж за усне „Pink 4 Friday” као промоцију њеног албума, . Године 2011. Минажева је била део промоције Casio TRYX-а на Тајмс скверу и креирала је шестоделну колекцију лакова за нокте за OPI Products са бојама названим по њеним песмама. У априлу 2012. Минажева је била део промоције телефона Nokia Lumia 900 на Тајмс скверу. Следећег месеца Минажева се појавила у телевизијским и интернет рекламама за Пепсијеву кампању „LiveForNow”, која је садржала ремикс њеног сингла, „Moment 4 Life”. Године 2012. подржала је кампању Viva Glam-а са Рикијем Мартином, која је прикупила 270 милиона долара за Mac AIDS Fund. Са дизајнером Џеремијем Скотом, Минажева је потписала уговор о подршци Adidas-ове кампање за јесен и зиму 2012, као и за појављивање у рекламама за Adidas Originals. Њен сегмент рекламе је снимљен у Бруклину, а рекламу такође чине и Big Sean, Дерик Роуз, Скај Фереира и 2NE1 на другим локацијама широм света.
Године 2011. Mattel је направио барбику са ликом Минажеве за добротворне сврхе, што је Минажева описала као „битан тренутак” своје каријере. Портпаролка Mattel-а је изјавила да је „Барбика очигледно икона поп културе [...] и Ники је велики део поп културе, а такође битна особа у модној индустрији, као и велики обожаватељ барбика.” Метју Перпетуа из Rolling Stone-а је изјавио да је „барбика Минажеве значајна по томе што је реперка од барбике направила кључни део своје естетике.”
Почетком 2013. Минажева је сама предводила кампању Viva Glam-а, која је укључивала увођење „Никина два кармина и сјаја за усне”. Такође је представила линију одеће „Nicki Minaj Collection” за Kmart, коју чине одећа, аксесоари и кућни прибор. У фебруару 2013. Bluewater Comics је најавио да ће Минажева глумити у биографској стрип-серији, Fame: Nicki Minaj. У априлу 2013. удружила се са Beats Electronics-ом како би представила своје звучнике „Pink Pill”, појавивши се у реклами за звучнике са Дирејом Дејвисом. У јуну 2013. Минажева је водила рекламну кампању за Myx Fusions, воћни напитак од муската. Дана 30. марта 2015. објављено је да је Минажева сувласница сервиса за стриминг музике, Tidal. Услуга је специјализована за компресију без губитка и музичке спотове високе резолуције. Поред Минажеве и власника предузећа Jay-Z-ја, удео од 3% имају и Бијонсе, Мадона, Ријана и Канје Вест.
Године 2017. глумила је у H&M-овој празничној кампањи заједно са Аном Иверс, Маријакарлом Босконом, Џесијем Вилијамсом, Чарли Фрејзер и Елибејди Дани. Године 2018. Минажева је глумила у трејлеру за Madden NFL 19 заједно са Lil Dicky-јем, Quavo-ом и другима. Године 2019. Минажева је започела партнерство са предузећем за луксузну одећу Fendi која је изјавила да је сарадња „имала смисла... она ће нас представити изузетно добро.” Колекција Минажеве „Fendi Prints On” покренута је 14. октобра 2019. године.

### Контроверза о вакцини против ковида 19
У септембру 2021. Минажева је најавила да неће присуствовати догађају Met Gala 2021. због услова да гости буду вакцинисани против ковида 19. Изјавила да је избегавала јавна појављивања и путовања након што се заразила вирусом и због чега је морала да оде у карантин. Минажева је поделила неколико твитова о свом невакцинисаном статусу и тврдила да жели да уради више истраживања и да буде задовољна својом одлуком. У твиту је навела да је пријатељ њеног рођака на Тринидаду задобио отечене тестисе и постао импотентан након што се вакцинисао. Ова прича је наишла на негативне реакције, а њен твит је постао предмет шала и мимова. Министар здравља Тринидада и Тобага Теренс Дејалсинг изјавио је да су тврдње Минажеве лажне и да такав извештај не постоји.
Убрзо након тога Минажева је препоручио другим људима да се вакцинишу и поставила анкету на Twitter-у о брендовима вакцине против ковида 19. На Twitter-у је написала да је сигурна да ће се и сама вакцинисати због турнеје. Бела кућа је понудила Минажевој телефонски позив са доктором да одговори на питања о безбедности вакцине. Два дана касније је одговорила путем уживо укључења на Instagram-у, рекавши да је „само постављала питања” и да није „пружила никакве чињенице” о вакцини. Новинари су наводно узнемиравали породицу Минажеве због приче, а Минажева је поделила неке текстуалне поруке за које је тврдила да су узнемиравање на друштвеним мрежама.

## Приватни живот
У својој песми „All Things Go”, Минажева је открила да је абортирала док је била тинејџерка. Рекла је да, иако ју је то „прогонило”, остаје при својој одлуци. У јулу 2011. њен рођак Николас Телемак убијен је у близини своје куће у Бруклину, инцидент који она спомиње у својим песмама „All Things Go” и „Champion”. У фебруару 2021. отац Минажеве Роберт Мараж погинуо је док је ходао путем на Лонг Ајленду у несрећи у којој је возач побегао. Чарлс Полевич, 70-годишњи мушкарац, оптужен је за убиство Маража. Оптужен је и за друга два кривична дела: напуштање места инцидента у којој је погинула особа и неовлашћено коришћење или прикривање физичких доказа. Минажева се огласила поводом очеве смрти у писму, рекавши: „[..] то је најразорнији губитак у мом животу. Све време желим да га позовем, а више га нема. [...] Нека му душа почива у рају. Био је много вољен и много ће ми недостајати.”
На почетку своје каријере, Минажева се идентификовала као бисексуалка и неколико пута је то спомињала у својим песмама. Међутим, 2010. изјавила је у интервјуу за Rolling Stone: „Мислим да су девојке секси, али нећу да лажем и кажем да излазим са девојкама.” Године 2010. још једном се осврнула на своју сексуалност на ремиксу песме „Say So”: „Некада сам била би, али сада сам само хетеро.” Текст је наишао на негативне коментаре и поделио чланове ЛГБТ заједнице, при чему су је неки оптужили за „окултацију бисексуалности”, док су други рекли да „нема ништа лоше у томе да се првобитно идентификује као бисексуалка, а затим да се као стрејт.”
Крајем 2014. Минажева је раскинула са својим дугогодишњим дечком Сафаријем Самјуелсом, са којим је излазила од 2003. године. Према Минажевој, он ју је запросио, али је она одбила. Верује се да је неколико песама на The Pinkprint инспирисано крајем њихове везе. Минажева је почела да излази са репером Мик Милом почетком 2015. године. У јануару 2017. објавила је да су раскинули. Године 2017. накратко се забављала са репером, Насом.
У децембру 2018. Минажева је почела да се забавља са својим пријатељем из детињства Кенетом „Зоо” Петијем и поднела је захтев за издавање дозволе за брак у августу 2019. године. Објавила је да су се званично венчали 21. октобра. Након удаје, његово презиме је додала свом. У јулу 2020. Минажева је путем Instagram-а објавила да очекује своје прво дете са Петијем. Дана 30. септембра 2020. родила је сина. Минажева га у јавности назива „Тата Медвед”.

### Проблеми са законом
Након што се суочио са оптужбама да се није регистровао као сексуални преступник у Калифорнији, њен супруг Кенет Пети уписан је у базу података калифорнијског Закона Меган 2020. године, након што је осуђен за покушај силовања 1995. у Њујорку. За поменуто кривично дело је претходно одлежао близу четири године затвора. У августу 2021. наводна жртва њеног супруга, по имену Џенифер Хаф, поднела је тужбу против пара због наводног узнемиравања и застрашивања, као и наводног наношења емоционалног стреса, а дала је интервју о поменутој тужби у ток-шоуу, The Real.
Иако Минаж није јавно коментарисала случај, осврнула се на оптужбе у поднеску у децембру. Према TMZ-ју, Минажева је тврдила: „Никада нисам тражила од [Хафове] да промени своју причу; никада јој нисам понудила новац у замену за изјаву и нисам јој претила ако одлучи да не да изјаву. [...] Одлучно сам јој рекла да не желим да лаже ни о чему и да каже истину о ономе што ми је открила само ако јој то одговара.”
Адвокат Минажеве је такође навео да је прича Хафове у судским документима недоследна и да има вишеструка одступања од њеног интервјуа за ток-шоу. Хафова је касније добровољно одустала од случаја против Минажеве, а TMZ је известио да није било финансијског извештаја који је укључен у одустајање. У разговору са савезним судијом, адвокат Хафове је најавио да ће тужба бити поново поднета у Калифорнији.

## Дискографија
Студијски албуми
- (2010)
- (2012)
- (2014)
- (2018)
- (2023)

## Филмографија
- Ледено доба 4: Померање континената (2012)
- Освета на женски начин (2014)
- Берберница 3 (2016)
- филм 2 (2019)

## Турнеје

### Предводеће турнеје
- (2012)
- (2012)
- (2015)
- (2019)

### Предгрупне турнеје
- Лил Вејн — America's Most Wanted Tour (2008)
- Лил Вејн — I Am Still Music Tour (2011)
- Бритни Спирс — Femme Fatale Tour (2011)